# Liste der Lokomotiv- und Triebwagenbaureihen der RENFE

Logo von RENFE

Die Liste der Lokomotiv- und Triebwagenbaureihen der RENFE bietet eine Übersicht über die Lokomotiv- und Triebwagenbaureihen der spanischen Staatsbahn Red Nacional de los Ferrocarriles Españoles (RENFE). Diese entstand im Jahr 1941 durch die Fusion der verstaatlichten privaten mit den bereits staatlichen Breitspurbahnen, insbesondere der Compañía de los Caminos de Hierro del Norte de España (Norte), Compañía de los Ferrocarriles de Madrid a Zaragoza y Alicante (MZA), Compañía de los Ferrocarriles Andaluces (Andaluces) und der Compañía Nacional de los Ferrocarriles del Oeste de España (Oeste). Im Jahr 2013 wurde der staatliche Betreiber von Schmalspurbahnen Ferrocarriles de Vía Estrecha (FEVE) in Renfe eingegliedert. Grau hinterlegte Baureihen sind noch im aktiven Dienst.

## Dampflokomotiven
Die ersten drei Ziffern der Betriebsnummer stehen für die Achsfolge der Lokomotive nach französischen Bezeichnungsschema. Lokomotiven, die mit Ölfeuerung ausgerüstet wurden, erhielten zur Reihenbezeichnung ein nachgestelltes großes F oder hochgestelltes kleines f, also z. B. 242F oder 242f. Dies betraf u. a. die Baureihen 141f, 242f.2001, 151f.3101 und 282f.0401.
Alle im Folgenden aufgelisteten Dampflokomotiven waren für Breitspur gebaut.

### Lokomotiven mit zwei Treibachsen
| Betriebsnummern              | Herkunft                                                                 | Anzahl | Dienstzeit | Max. Geschw. (km/h) | Bauart | Hersteller u. Anmerkungen                                     | Bild |
| ---------------------------- | ------------------------------------------------------------------------ | ------ | ---------- | ------------------- | ------ | ------------------------------------------------------------- | ---- |
| Baureihe 020 (Achsfolge B)   |                                                                          |        |            |                     |        |                                                               |      |
| 020.0201…0262                | Diverse Fahrzeuge der Vorgängergesellschaften (ausgewählte Reihen s. u.) | 021    | 1941– ?    | 40–60               | B n2t  | »Cucos« (dt.: „Kuckucke“); verschiedene Hersteller, 1864–1921 |      |
| 020.0231–0240                | MZA 601–610                                                              | 010    | 1941–?     | 50                  | B n2t  | Couillet, 1885                                                |      |
| Baureihe 021 (Achsfolge B1)  |                                                                          |        |            |                     |        |                                                               |      |
| 021.2005…2012                | Diverse Fahrzeuge der Vorgängergesellschaften                            | 04     | 1941–64    | 70                  | B1 n2  | Verschiedene Hersteller, 1879–1910                            |      |
| Baureihe 120 (Achsfolge 1B)  |                                                                          |        |            |                     |        |                                                               |      |
| 120.0201…0232                | Diverse Fahrzeuge der Vorgängergesellschaften (ausgewählte Reihen s. u.) | 011    | 1941– ?    | 80–100              | 1B n2t | Verschiedene Hersteller, 1877–1917                            |      |
| 120.0201–0204                | MZA 176–181                                                              | 04     | 1941–69    | 100                 | 1B n2t | Sharp Stewart, 1877–78 Urspr. Schlepptenderloks               |      |
| 120.2011…2132                | Diverse Fahrzeuge der Vorgängergesellschaften                            | 036    | 1941– ?    | 85–100              | 1B n2  | Verschiedene Hersteller, 1863–1895                            |      |
| Baureihe 220 (Achsfolge 2'B) |                                                                          |        |            |                     |        |                                                               |      |
| 220.2001…2031                | Diverse Fahrzeuge der Vorgängergesellschaften                            | 018    | 1941– ?    | 100–120             | 2'B n2 | Verschiedene Hersteller, 1881–1913                            |      |

### Lokomotiven mit drei Treibachsen
| Betriebsnummern                | Herkunft                                                                 | Anzahl | Dienstzeit | Max. Geschw. (km/h) | Bauart        | Hersteller u. Anmerkungen                                                                                               | Bild |
| ------------------------------ | ------------------------------------------------------------------------ | ------ | ---------- | ------------------- | ------------- | --- | ---- |
| Baureihe 030 (Achsfolge C)     |                                                                          |        |            |                     |               | |      |
| 030.0201…0238                  | Diverse Fahrzeuge der Vorgängergesellschaften                            | 597    | 1941– ?    | 50–70               | C n2t         | Verschiedene Hersteller, 1867–1926                                                                                      |      |
| 030.2004…2608                  | Diverse Fahrzeuge der Vorgängergesellschaften (ausgewählte Reihen s. u.) | 011    | 1941– ?    | 60–85               | C n2          | Verschiedene Hersteller, 1857–1928                                                                                      |      |
| 030.2107                       | Oeste 119 El Alagón                                                      | 01     | 1941–63    | 65                  | C n2          | Oullins, 1863 |      |
| 030.2108–2112                  | Norte 1651–1653, 1391–1392                                               | 05     | 1941– ?    | 75                  | C n2          | Koechlin, 1870 urspr. Bestellung der Memphis, El Paso & Pacific Railroad, USA                                           |      |
| 030.2128–2208                  | Norte 1301–1386 Murcia-Caravaca 1305–1306, 1342                          | 081    | 1941–66    | 65                  | C n2          | |      |
| 030.2261–2365                  | MZA 201–245, 325–399                                                     | 105    | 1941–68    | 65                  | C n2          | Verschiedene Hersteller, 1861–1879 »Creusot mercancías« der MZA vom Bourbonnais-Typ                                     |      |
| 030.2537–2539                  | Norte 1396–1398                                                          | 03     | 1941–59    | 65                  | C n2          | Hanomag, 1883 Urspr. russische Bestellung                                                                               |      |
| Baureihe 031 (Achsfolge C1')   |                                                                          |        |            |                     |               | |      |
| 031.0201…0221                  | Diverse Fahrzeuge der Vorgängergesellschaften                            | 05     | 1941– ?    | 65–70               | C1' n2t       | Verschiedene Hersteller, 1883–97                                                                                        |      |
| Baureihe 130 (Achsfolge 1'C)   |                                                                          |        |            |                     |               | |      |
| 130.0201                       | Triano 13 Pucheta                                                        | 01     | 1941– ?    | 70                  | 1'C n2t       | Sharp Stewart, 1889 |      |
| 130.2001…2145                  | Diverse Fahrzeuge der Vorgängergesellschaften                            | 102    | 1941– ?    | 80–95               | 1'C n2 1'C h2 | Verschiedene Hersteller, 1886–1922                                                                                      |      |
| Baureihe 230 (Achsfolge 2'C)   |                                                                          |        |            |                     |               | |      |
| 230.2001–2030                  | Norte 1950–1979                                                          | 030    | 1941–6x    | 115                 | 2'C n2        | Hanomag, 1904 »1900 grandes« (dt.: „große 1900“) mit 1750 mm Treibraddurchmesser                                        |      |
| 230.2031–2058                  | Norte 1901–1928                                                          | 028    | 1941–6x    | 100                 | 2'C n2        | Hanomag (18) und Borsig (10), 1901–03 »1900 pequeñas« (dt.: „kleine 1900“) mit 1560 mm Treibraddurchmesser              |      |
| 230.2059–2064                  | Oeste 760–765                                                            | 06     | 1941– ?    | 105                 | 2'C n2        | North British, 1907 |      |
| 230.2065–2074                  | Oeste 701–710                                                            | 010    | 1941–68    | 105                 | 2'C h2        | Linke-Hofmann (6) und Babcock & Wilcox (4), 1922                                                                        |      |
| 230.2075–2134                  | Norte 1980–1989, 3101–3150                                               | 060    | 1941–7x    | 115                 | 2'C h2        | Hanomag (30), SACM (10), Henschel (10) und Hartmann (10), 1909–13 »1900 grandes« mit Überhitzer                         |      |
| 230.4001–4030                  | MZA 651–680                                                              | 030    | 1941–6x    | 115                 | 2'C n4v       | Hanomag (15) und Henschel (15), 1901–03                                                                                 |      |
| 230.4031–4105                  | MZA 801–875                                                              | 075    | 1941–67    | 115                 | 2'C n4v/h4v   | Henschel (55), Maffei (10) und Hanomag (10), 1905–11 230-4104, 4105 (ex 871, 874) in den 1920ern auf Heißdampf umgebaut |      |
| 230.4111–4143                  | Andaluces 301–333                                                        | 033    | 1941–67    | 105                 | 2'C n4v       | Hanomag (30), SACM (10), Henschel (10) und Hartmann (10), 1902–28 Typ Midi 1400                                         |      |
| Baureihe 231 (Achsfolge 2'C1') |                                                                          |        |            |                     |               | |      |
| 231.2001–2010                  | Andaluces 3301–3310                                                      | 010    | 1941–68    | 125                 | 2'C1' h2      | Babcock & Wilcox, 1930                                                                                                  |      |
| 231.2011–2024                  | MZA 901–915                                                              | 014    | 1941–67    | 115                 | 2'C1' h2      | ALCo, 1920 MZA 912 in 1937 verunfallt                                                                                   |      |
| 231.4001–4016                  | Norte 3001–3016                                                          | 016    | 1941–66    | 115                 | 2'C1' h4v     | SACM, 1911 |      |
| 231.4021–4024                  | MZA 877–880                                                              | 04     | 1941–66    | 115                 | 2'C1' h4v     | Maffei, 1913 |      |
| Baureihe 232 (Achsfolge 2'C2') |                                                                          |        |            |                     |               | |      |
| 232.0201–0212, 232.0221–0230   | MZA 620–641                                                              | 022    | 1941–71    | 100                 | 2'C2' n2t     | Maffei, 1903–11 Nachbauserie 232.0221–0230 mit etwas höherem Gewicht                                                    |      |

### Lokomotiven mit vier Treibachsen
| Betriebsnummern                | Herkunft                                                                                              | Anzahl | Dienstzeit | Max. Geschw. (km/h) | Bauart      | Hersteller u. Anmerkungen | Bild |
| ------------------------------ | --- | ------ | ---------- | ------------------- | ----------- | --- | ---- |
| Baureihe 040 (Achsfolge D)     | |        |            |                     |             | |      |
| 040.0201…0232                  | Diverse Fahrzeuge der Vorgängergesellschaften                                                         | 13     | 1941– ?    | 60                  | D n2t D h2t | Verschiedene Hersteller, 1876–1928 |      |
| 040.2001…2551                  | Diverse Fahrzeuge der Vorgängergesellschaften (ausgewählte Reihen s. u.)                              | 430    | 1941– ?    | 60–70               | D n2 D h2   | Verschiedene Hersteller, 1863–1921 |      |
| 040.2011–2023                  | MZA 562–575                                                                                           | 013    | 1941–67    | 70                  | D n2        | Sharp Stewart, 1878–80 |      |
| 040.2071–2090                  | Norte 2571–2590                                                                                       | 020    | 1941–68    | 65                  | D n2        | Avonside (12) und Schneider (8), 1865–77 |      |
| 040.2091–2127                  | Norte 2501–2537                                                                                       | 037    | 1941–68    | 65                  | D n2        | Schneider, 1864–66 |      |
| 040.2271–2285                  | MZA 547–561                                                                                           | 015    | 1941–67    | 65                  | D n2        | MTM, 1900–01 |      |
| Baureihe 041 (Achsfolge D1’)   | |        |            |                     |             | |      |
| 041.0201                       | Oeste 911                                                                                             | 01     | 1941– ?    | 60                  | D1’ n2t     | Babcock & Wilcox, 1929 |      |
| Baureihe 140 (Achsfolge 1’D)   | |        |            |                     |             | |      |
| 140.2001–2015                  | Andaluces 461–475                                                                                     | 015    | 1941– ?    | 80                  | 1’D h2      | Baldwin, 1921 |      |
| 140.2016–2020                  | Andaluces 451–455                                                                                     | 05     | 1941– ?    | 80                  | 1’D h2      | North British, 1919 |      |
| 140.2021–2024                  | Andaluces 216, 219, 223, 227                                                                          | 04     | 1941– ?    | 75                  | 1’D n2      | Cail (2) und Saint-Leonard (2), 1872–91 nach 1900 aus Andaluces-D-Kupplern gleicher Betriebsnummer umgebaut |      |
| 140.2025–2028                  | Andaluces 4101–4104                                                                                   | 04     | 1941– ?    | 75                  | 1’D h2      | Babcock & Wilcox, 1926 |      |
| 140.2029–2048                  | Andaluces 476–495                                                                                     | 020    | 1941– ?    | 80                  | 1’D h2      | Babcock & Wilcox, 1927 |      |
| 140.2049–2052                  | Oeste 941–944                                                                                         | 04     | 1941– ?    | 80                  | 1’D h2      | Babcock & Wilcox, 1928 |      |
| 140.2053–2067                  | Andaluces 4105–4119                                                                                   | 015    | 1941– ?    | 75                  | 1’D h2      | Babcock & Wilcox, 1928 |      |
| 140.2068–2504                  | Norte 401–497, 4401–4499, 4701–4916 Oeste 871–899 Alcañiz–Puebla de Hijar 5 Murcia–Caravaca 6–7, 4777 | 438    | 1941–69    | 90                  | 1’D h2      | Saint-Leonard (72), Maffei (20), Linke-Hofmann (15), Hanomag (10), Cockerill (10), Babcock & Wilcox (165), Euskalduna (122), MTM (10) und SECN (14), 1909–43 »Cuatrocientas Norte« (dt.: „Nordbahn-400“); meistgebaute spanische Lokomotive |      |
| 140.2505–2526                  | Santander–Mediterráneo 101–122                                                                        | 022    | 1941– ?    | 90                  | 1’D h2      | Babcock & Wilcox, 1927–29 |      |
| Baureihe 141 (Achsfolge 1’D1’) | |        |            |                     |             | |      |
| 141.2001–2052                  | Norte 4501–4555                                                                                       | 052    | 1941–69    | 90                  | 1’D1’ h2    | ALCo, 1917 |      |
| 141.2101–2125, 141.2201–2417   | RENFE Neubau                                                                                          | 242    | 1953–75    | 90                  | 1’D1’ h2    | North British (25), MACOSA (53), MTM (53), Euskalduna (58) und Babcock & Wilcox (53), 1953–60 »Mikado«; 141F-2348 als letzte Dampflokomotive der RENFE am 23. Juni 1975 abgestellt                                                          |      |
| Baureihe 240 (Achsfolge 2’D)   | |        |            |                     |             | |      |
| 240.2001–2050                  | Andaluces 401–450                                                                                     | 050    | 1941–68    | 105                 | 2’D h2      | Franco-Belge (15), Borsig (15), BMAG (10) und Hanomag (10), 1921–22 |      |
| 240.2051–2062                  | Oueste 831–842                                                                                        | 012    | 1941–69    | 105                 | 2’D h2      | Linke-Hofmann (4) und Euskalduna (8), 1922–31 |      |
| 240.2071–2074                  | Central de Aragón 71–74                                                                               | 04     | 1941– ?    | 115                 | 2’D h2      | Tubize, 1927 |      |
| 240.2081–2200                  | MZA 1101–1220                                                                                         | 120    | 1941–68    | 90                  | 2’D h2      | Henschel, 1912–22 |      |
| 240.2201–2238                  | Oueste 1001–1038                                                                                      | 038    | 1941–68    | 105                 | 2’D h2      | Euskalduna (9), Babcock & Wilcox (10), Devis (15) und MTM (4), 1932–40 |      |
| 240.2241–2425                  | MZA 1401–1465, 1361–1380                                                                              | 185    | 1941–74    | 105                 | 2’D h2      | MTM, 1920–40 |      |
| 240.2431–2465                  | Andaluces 4201–4235                                                                                   | 035    | 1941– ?    | 95                  | 2’D h2      | MTM (20) und Devis (15), 1926–43 |      |
| 240.2471–2717                  | Oeste 2401–2405 Andaluces 4251–4255 MZA 2401–2460, 2466–2475 RENFE-Neubau                             | 247    | 1941–7x    | 105                 | 2’D h2      | MTM (60), Euskalduna (81) und Babcock & Wilcox (52) und Devis/MACOSA (54), 1935–53 »Renfes«; urspr. Konstruktion für Andaluces |      |
| 240.3001–3016                  | Norte 4301–4316                                                                                       | 016    | 1941–66    | 100                 | 2’D h3      | Babcock & Wilcox, 1923–24 |      |
| 240.4001–4045                  | Norte 4001–4045                                                                                       | 045    | 1941–68    | 100                 | 2’D h4v     | SACM (20) und Henschel (25), 1913–21 |      |
| 240.4051–4058, 240.4061–4085   | MZA 1301–1308, 1321–1345                                                                              | 033    | 1941– ?    | 105                 | 2’D h4v     | Hanomag (8) und ALCo (25), 1913–14 |      |
| Baureihe 241 (Achsfolge 2’D1’) | |        |            |                     |             | |      |
| 241.2001–2095                  | MZA 1701–1795                                                                                         | 095    | 1941– ?    | 115                 | 2’D1’ h2    | MTM, 1927–31 |      |
| 241.2101–2110                  | MZA 1801–1810                                                                                         | 010    | 1941– ?    | 115                 | 2’D1’ h2    | MTM, 1939 Stromlinienverkleidung |      |
| 241.2201–2257                  | RENFE Neubau                                                                                          | 057    | 1944–68    | 115                 | 2’D1’ h2    | MTM, 1944–52 |      |
| 241.4001–4066                  | Norte 4601–4656, 4691–4699                                                                            | 056    | 1941–68    | 115                 | 2’D1’ h4v   | Hanomag (6), Euskalduna (30), MTM (5) und Babcock & Wilcox (15), 1925–30 |      |
| 241.4067–4094                  | RENFE Neubau                                                                                          | 028    | 1946– ?    | 115                 | 2’D1’ h4v   | Babcock & Wilcox, 1946–47 |      |
| Baureihe 242 (Achsfolge 2’D2’) | |        |            |                     |             | |      |
| 242.0201–0204                  | Oeste 961–964                                                                                         | 04     | 1941– ?    | 100                 | 2’D2’ n2t   | MTM, 1921 |      |
| 242.0205–0211, 242.0221        | Oeste 965–968 Lérida–La Pobla de Segur 3, 6 Alcañiz–Puebla de Hijar 1 Murcia–Caravaca 5               | 08     | 1941– ?    | 100                 | 2’D2’ h2t   | MTM, 1923 Urspr. Ripoll–Puigcerdá 1–8, nach Elektrifizierung der Strecke 1929 auf die anderen Bahnen verteilt |      |
| 242.0231–0290                  | MZA 1601–1660                                                                                         | 060    | 1941–71    | 105                 | 2’D2’ h2t   | MTM, 1924–27 |      |
| 242F-2001–2010                 | RENFE Neubau                                                                                          | 010    | 1955–73    | 125                 | 2’D2’ h2    | MTM, 1955 »Confederación«; hält mit 150 km/h den spanischen Geschwindigkeitsrekord für Dampflokomotiven |      |

### Lokomotiven mit fünf Treibachsen
| Baureihe 151 (Achsfolge 1’E1’) |                 |     |         |    |          |                                                   |  |
| 151F-3101–3122                 | Norte 5001–5022 | 022 | 1942–70 | 90 | 1’E1’ h3 | MTM, 1942 Erst nach der Verstaatlichung geliefert |  |

### Gelenklokomotiven
| Bauart Mallet       |                            |     |         |    |                    |                                                                                           |  |
| 060.4001–4009       | Central de Aragón 61–69    | 09  | 1941– ? | 60 | C’C h4v            | Henschel, 1912–28                                                                         |  |
| 060.4011–4014       | Central de Aragón 51–54    | 04  | 1941– ? | 60 | C’C n4v            | SLM Winterthur, 1906                                                                      |  |
| 060.4021–4023       | Zafra a Huelva 101–103     | 03  | 1941– ? | 65 | C’C n4v            | Maffei, 1913–22                                                                           |  |
| 160.4001–4004       | Central de Aragón 41–44    | 04  | 1941– ? | 65 | (1’C)C n4v         | Borsig, 1902                                                                              |  |
| Bauart du Bousquet  |                            |     |         |    |                    |                                                                                           |  |
| 062.0401–0406       | Andaluces 601–610          | 06  | 1941– ? | 65 | (C1’)(1 C) n4vt    | Hainault, 1912                                                                            |  |
| Bauart Kitson-Meyer |                            |     |         |    |                    |                                                                                           |  |
| 180.0401–0403       | Lorca Baza y Águilas 50–52 | 03  | 1941–53 | 70 | (1’D)D’ n4t        | Kitson, 1908                                                                              |  |
| Bauart Garratt      |                            |     |         |    |                    |                                                                                           |  |
| 462F-0401–0406      | Central de Aragón 101–106  | 06  | 1941– ? | 70 | (2’C1’)(1’C2’) h4t | Euskalduna, 1931                                                                          |  |
| 282.0401–0406       | Central de Aragón 201–206  | 06  | 1941– ? | 70 | (1’D1’)(1’D1’) h4t | Babcock & Wilcox, 1931                                                                    |  |
| 282F-0421–0430      | RENFE Neubau               | 010 | 1960–72 | 70 | (1’D1’)(1’D1’) h4t | Babcock & Wilcox, 1960–61 die 282F-0430 war die letzte in Spanien gebaute Dampflokomotive |  |

## Elektrolokomotiven
| Baureihe      | Baureihe | Anzahl | Dienstzeit  | Max. Geschw. (km/h) | Spurweite           | Achsfolge    | Stromsystem                  | Hersteller u. Anmerkungen | Bild |
| alt           | neu      | Anzahl | Dienstzeit  | Max. Geschw. (km/h) | Spurweite           | Achsfolge    | Stromsystem                  | Hersteller u. Anmerkungen | Bild |
| ------------- | -------- | ------ | ----------- | ------------------- | ------------------- | ------------ | ---------------------------- | --- | ---- |
| Nr. 1 bis 7   |          | 07     | 1911–1966   | 25                  | Breitspur           | Bo           | 5,2 kV, 25 Hz 3~             | Brown, Boveri & Cie. zwischen 1907 und 1923, die Drehstromlokomotiven waren die ersten Elektroloks Spaniens für die Bahnstrecke Almería–Gérgal                                                                            |      |
| Nr. 21 bis 24 |          | 04     | 1963–1966   | 55                  | Breitspur           |              | 5,2 kV, 25 Hz 3~             | SAAS, MACOSA 1963, verkehrten auf der Bahnstrecke Almería–Gérgal |      |
|               | 250      | 40     | 1982–2010   | 140                 | Breitspur           | Co’Co’       | 3 kV =                       | Krauss-Maffei, BBC 1982–1986, Güterzuglokomotive |      |
|               | 251      | 30     | seit 1982   | 140                 | Breitspur           | Bo’Bo’Bo’    | 3 kV =                       | Mitsubishi, CAF 1982–1984, Güterzuglokomotive, abgeleitet von JNR-Klasse EF66 der Japan Railways |      |
|               | 252      | 15 +60 | seit 1992   | 220                 | Regelspur Breitspur | Bo’Bo’       | 3 kV = 25 kV, 50 Hz 1,5 kV = | Konsortium unter der Führung von Siemens 1991–1996, für den Schnell- und Güterzugdienst |      |
|               | 253      | 100    | seit 2008   | 140                 | Breitspur           | Bo’Bo’       | 3 kV =                       | Bombardier TRAXX 2007–2009, Güterzuglokomotive ohne Zugsammelschiene |      |
|               | 256      | 12     | seit 2023   | 120                 | Breitspur           | Co’Co’       | 3 kV = 25 kV, 50 Hz 1,5 kV = | Stadler Rail Euro 6000 Güterzuglokomotive |      |
| 6000          | 260      | 06     | 1941–1978   | 60                  | Breitspur           | Co’Co’       | 3 kV =                       | ALCo, General Electric 1923 |      |
| 6100          | 261      | 06     | 1941–1970er | 55                  | Breitspur           | Co’Co’       | 3 kV =                       | SECN, Westinghouse, Baldwin 1924 |      |
|               | 269      | 265    | 1973–2018   | 100–160             | Breitspur           | Bo’Bo’       | 3 kV =                       | CAF, Mitsubishi, MACOSA 1973–1988. Reise- und Güterzugdienst. Mit 265 gebauten Lokomotiven bislang zahlmäßig größte Baureihe der Renfe. Einige Lokomotiven wurden an private Güterzugunternehmen vermietet oder verkauft. |      |
| 7000          | 270      | 012    | 1941–?0     | 90                  | Breitspur           |              | 1,5 kV =                     | Euskalduna, Oerlikon 1928 |      |
| 7100          | 271      | 025    | 1941–?0     | 90                  | Breitspur           | (1’Co)(Co1’) | 1,5 kV =                     | Euskalduna, Oerlikon 1928 |      |
| 7200          | 272      | 012    | 1941–1976   | 110                 | Breitspur           | (2’Co)(Co2’) | 1,5 kV =                     | Brown, Boveri & Cie., Babcock & Wilcox 1929 |      |
| 7300          | 273      | 01     | 1941–1976   | 110                 | Breitspur           | (2’Co)(Co2’) | 1,5 kV =                     | SECN 1931 |      |
| 7400          | 274      | 024    | 1944–1978   | 100                 | Breitspur           | Co’Co’       | 1,5 kV =                     | SAAS, MACOSA zwischen 1944 und 1947 |      |
| 7500          | 275      | 012    | 1944–1976   | 110                 | Breitspur           | (2’Co)(Co2’) | 1,5 kV =                     | CAF, Brown, Boveri & Cie., Oerlikon zwischen 1944 und 1945 |      |
| 7600/8600     | 276      | 136    | 1956–?0     | 110                 | Breitspur           | Co’Co’       | 3 kV =                       | Alsthom zwischen 1956 und 1965, abgeleitet von SNCF CC 7100 |      |
| 7700          | 277      | 075    | 1952–?0     | 110                 | Breitspur           | Co’Co’       | 3 kV =                       | English Electric, Vulcan Foundry 1952. |      |
| 7800          | 278      | 029    | 1954–1992   | 110                 | Breitspur           | Bo’Bo’Bo’    | 3 kV =                       | Westinghouse, SECN zwischen 1954 und 1960. |      |
| 7900          | 279      | 016    | 1967–2008   | 140                 | Breitspur           | Bo’Bo’       | 1,5 kV = / 3 kV =            | Mitsubishi, CAF zwischen 1967 und 1968 |      |
| 10000         | 280      | 04     | 1963–1982   | 120                 | Breitspur           | B’B’         | 1,5 kV = / 3 kV =            | Alsthom 1963 |      |
| 1000          | 281      | 07     | 1941–1987   | 65                  | Breitspur           | Bo’Bo’       | 1,5 kV =, ab 1964 3 kV =     | CAF 1929. |      |
| 1100          | 282      | 05     | 1941–1984   | 70                  | Breitspur           |              | 1,5 kV =                     | Babcock & Wilcox 1932. |      |
| 8900          | 289      | 40     | 1969–2018   | 80–130              | Breitspur           | Bo’Bo’       | 1,5 kV = / 3 kV =            | CAF, Mitsubishi, CENEMESA 1969–1972 |      |

## Diesellokomotiven
| Baureihe | Baureihe | Anzahl | Dienstzeit | Max. Geschw. (km/h) | Spurweite                          | Hersteller u. Anmerkungen | Bild |
| alt      | neu      | Anzahl | Dienstzeit | Max. Geschw. (km/h) | Spurweite                          | Hersteller u. Anmerkungen | Bild |
| -------- | -------- | ------ | ---------- | ------------------- | ---------------------------------- | --- | ---- |
| 10100    | 301      | 046    | 1960–?0    | 48                  | Breitspur                          | MTM, Pegaso zwischen 1960 und 1963. |      |
| 10200    |          | 02     | 1941–1966  | 30                  | Breitspur                          | MTM, Deutsche Werke Kiel 1935. Die erste Diesellok die auf dem iberischen Schienennetz verkehrte. |      |
| 10300    | 303      | 202    | 1953–?0    | 45                  | Breitspur                          | Babcock & Wilcox zwischen 1953 und 1966. |      |
| 10400    | 304      | 063    | 1967–?0    | 45                  | Breitspur                          | MTM zwischen 1967 und 1977. |      |
| 10500    | 305      | 020    | 1954–1972  | 60                  | Breitspur                          | Henschel, Krauss-Maffei 1954. |      |
| 10600    | 306      | 01     | 1968–1986  | 45                  | Breitspur                          | Yorkshire Engine Company 1963. |      |
| 10700    | 307      | 010    | 1962–?0    | 80                  | Breitspur                          | Brissonneau & Lotz zwischen 1962 und 1963, an spanische Verhältnisse angepasste Nachbauten der BB 63000 der SNCF |      |
| 10800    | 308      | 41     | 1966–2009  | 114                 | Breitspur                          | Babcock & Wilcox, General Electric 1966–1969, Rangierlokomotive, Ausmusterung läuft |      |
|          | 309      | 20     | 1986–2008  | 50                  | Breitspur                          | MTM 1986–1987, Rangierlokomotive, einige Exemplare der ADIF überstellt. |      |
|          | 310      | 60     | 1989–2008  | 115                 | Breitspur Regelspur                | MACOSA 1989–1991, abgeleitet von der EMD SW1001 von EMD, Rangierlokomotive, ab 2005 wurden die meisten der ADIF überstellt, vier Lokomotiven wurden zur Unterserie 300.1 umgebaut. |      |
|          | 310.1    | 4      | 2003–2008  | 115                 | Breitspur                          | Talleres Renfe 2003, Unterserie der Baureihe 310. Verkehrte unter dem Namen TMD (Teco de Media Distancia, auf Deutsch: Mittelstrecken-Containerexpress) als speziell für den Containertransport konzipierter Gütertriebwagen ähnlich dem CargoSprinter. 2008 an Ferrocarrils de la Generalitat de Catalunya verkauft. |      |
|          | 311      | 61     | seit 1991  | 90                  | Breitspur                          | MTM, Ateinsa, Babcock & Wilcox 1990–91, im Personen- und Güterzugdienst, Rangierloks wurden an ADIF abgegeben Weitestgehend baugleich mit SBB Am 841 in der Schweiz. Die französische SNCF BB 60000 ist ein abgeleitetes Nachfolgemodell.                                                                             |      |
| 1300     | 313      | 050    | 1965–1997  | 120                 | Breitspur                          | ALCo DL-535S zwischen 1965 und 1967. |      |
| 1400     | 314      | 01     | 1965–1997  | 120                 | Breitspur                          | MACOSA 1964. |      |
| 1600     | 316      | 017    | 1955–?0    | 120                 | Breitspur                          | ALCo DL-500A 1953. |      |
| 1800     | 318      | 024    | 1955–1994  | 120                 | Breitspur                          | ALCo DL-500C 1958. |      |
| 1900     | 319.0    | 103    | 1965–1985  | 120                 | Breitspur                          | General Motors, MACOSA 1965–1972. Teile der Loks wurden ab 1982 für den Bau der Subserie 319.2 verwendet. |      |
|          | 319.2–4  | 108    | seit 1985  | 140                 | Breitspur Regelspur                | MACOSA 1985–1991, modernisierte Version der Baureihe 319.0, im Personen- und Güterzugdienst. 319.3 mit elektrischer Zugheizeinrichtung für Reisezüge, einige 319.2 laufen mit Regelspurdrehgestellen als Schlepp- und Arbeitszuglokomotiven im Schnellfahrnetz.                                                       |      |
| 2100     | 321      | 080    | 1965–?0    | 120                 | Breitspur                          | ALCo DL-500S zwischen 1965 und 1970. |      |
|          | 333.0–2  | 93     | 1974–2008  | 160                 | Breitspur                          | MACOSA, General Motors 1974–1976, Reise- und Güterverkehr, 333.1 und 2 mit neuen Drehgestellen wie 333.3 und 4 |      |
|          | 333.3    | 92     | seit 2002  | 120                 | Breitspur                          | Alstom, Vossloh 2002–2009, modernisierte Version der Baureihe 333.0–2, Güterzugdienst, ohne Zugheizeinrichtung. |      |
|          | 333.4    | 8      | seit 2002  | 140                 | Breitspur                          | Alstom, Vossloh 2002–2009, modernisierte Version der Baureihe 333.0–2, Güterzugdienst, behelfsweise Reisezugdienst mit Talgo 4 bis 6; keine Zugheizeinrichtung |      |
|          | 334      | 28     | seit 2006  | 200                 | Breitspur                          | Vossloh 2006–2008, Weiterentwicklung der BR 333 für den Personenverkehr |      |
| 4000     | 340      | 032    | 1966–1986  | 130                 | Breitspur                          | Krauss-Maffei, Babcock & Wilcox zwischen 1966 und 1969. Abgeleitet von der DB-Baureihe V 200.1 |      |
| 1-T      | 350      | 04     | 1949–1974  | 140                 | Breitspur                          | American Car and Foundry zwischen 1949 und 1959, für Talgo-II-Gliederzügen konzipiert, nur ein Führerstand |      |
| 2000-T   | 352      | 010    | 1964–2002  | 160                 | Breitspur                          | Krauss-Maffei zwischen 1964 und 1965, für Talgo-III-Gliederzügen, nur ein Führerstand |      |
| 3000-T   | 353      | 05     | 1968–2003  | 180                 | Breitspur Regelspur                | Krauss-Maffei 1968, wurde für Talgo-III- und Talgo-RD-Gliederzüge konzipiert, anfangs liefen drei Maschinen mit dem Catalán Talgo im Regelspurnetz |      |
|          | 354      | 8      | 1983–2009  | 200                 | Breitspur                          | Krauss-Maffei 1983–1984, für Talgo Pendular. |      |
|          | 355      | 02     | 1998–2002  | 220                 | Breit-/Regelsp. (spurwechselfähig) | Krauss-Maffei 1998, auch bekannt als Talgo XXI, Prototyp der nur Testfahrten absolvierte und derzeit für Messfahrten von ADIF betrieben wird. Stellte am 12. Juni 2002 mit 256,38 km/h einen neuen Weltrekord für dieselbetriebene Fahrzeuge auf.                                                                     |      |
| 1500     |          | 015    | seit 2013  | 080                 | Meterspur                          | GE Transportation Systems, Babcock & Wilcox zwischen 1964 und 1965 (basierend auf dem Modell GE U10B) sowie 1974 (GE U11B). 2013 durch Eingliederung von FEVE übernommen. |      |
| 1600     |          | 030    | seit 2013  | 070                 | Meterspur                          | MTM, Alsthom 1981. 2013 durch Eingliederung von FEVE übernommen. |      |

## Zweikraftlokomotiven
| Baureihe | Anzahl | Dienstzeit | Max. Geschw. (km/h) | Spurweite | Stromsystem/Antrieb | Hersteller u. Anmerkungen | Bild |
| -------- | ------ | ---------- | ------------------- | --------- | ------------------- | --- | ---- |
| 1900     | 017    | seit 2013  | 070                 | Meterspur | 1,5 kV = Diesel     | CAF, Sunsundegui, Siemens 2002–2004 als Modernisierung der FEVE-Baureihe 1000. Die Zweikraftlokomotiven für elektrischen und Dieselbetrieb ermöglichen den durchgehenden Verkehr auf elektrifizierten und nichtelektrifizierten Schmalspurstrecken. 2013 durch Eingliederung von FEVE übernommen, EDV-Reihenbezeichnung 619. |      |

## Elektrotriebwagen im Hochgeschwindigkeitsverkehr
| Baureihe | Anzahl | Dienstzeit     | Max. Geschw. (km/h) | Spurweite                                 | Stromsystem                  | Hersteller u. Anmerkungen | Bild |
| -------- | ------ | -------------- | ------------------- | ----------------------------------------- | ---------------------------- | --- | ---- |
| 100      | 24     | seit 1992      | 300                 | Regelspur                                 | 25 kV, 50 Hz / 3 kV =        | Alsthom 1992–1995, basierend auf TGV Atlantique. 6 Züge verkehrten bis 2009 als Baureihe 101 im Breitspurnetz. Zweispannungsfähig für die anfangs mit 3 kV gespeisten Endabschnitte in Madrid und Sevilla, seit 2011 zusätzlich 1,5 kV für Fahrten nach Frankreich |      |
| 101      | 6      | 1997–2009      | 220                 | Breitspur                                 | 3 kV = (25 kV, 50 Hz)        | Alsthom 1997, verkehrten bis 2009 als Euromed, wurden bis 2010 auf Regelspur umgebaut und in die Baureihe 100 eingegliedert |      |
| 102      | 16     | seit 2005      | 330                 | Regelspur                                 | 25 kV, 50 Hz                 | Talgo, Bombardier 2005–2006. |      |
| 103      | 26     | seit 2007      | 350                 | Regelspur                                 | 25 kV, 50 Hz                 | Siemens Velaro E ab 2006, stellte am 16. Juli 2006, ohne Umbauten und aus dem Stand, mit 403,7 km/h den Geschwindigkeitsrekord im spanischen Eisenbahnnetz auf. Dies ist zugleich der Weltrekord für einen Serienzug.                                              |      |
| 104      | 20     | seit 2005      | 250                 | Regelspur                                 | 25 kV, 50 Hz                 | Alstom, CAF 2003–2007, basierend auf Baureihe 490 verkehrt als Avant |      |
| 105      | 1      | seit 2011      | 320                 | Regelspur                                 | 25 kV, 50 Hz                 | CAF 2010–2011, Prototyp, absolviert seit 2011 Testfahrten auf dem spanischen Hochgeschwindigkeitsnetz |      |
| 106      | 30     | seit 2024      | 330                 | Regelspur Breitspur (15 spurwechselfähig) | 3 kV = 25 kV, 50 Hz 1,5 kV = | Talgo ab 2020, basierend auf der Talgo Avril Plattform. 15 Einheiten sind spurwechselfähig, die restlichen regelspurig. |      |
| 107      | 13     | Umbau bestellt | 330                 |                                           |                              | Talgo, die Triebköpfe sind Neubauten, die Mittelwagen sind aufgerüstete Trenhotel-Wagen |      |
| 112      | 30     | seit 2008      | 330                 | Regelspur                                 | 25 kV, 50 Hz                 | Talgo, Bombardier ab 2008, basierend auf Baureihe 102 |      |
| 114      | 13     | seit 2008      | 250                 | Regelspur                                 | 25 kV, 50 Hz                 | Alstom, CAF ab 2009, basierend auf FS ETR 600 verkehrt als Avant |      |
| 120      | 28     | seit 2006      | 250/220             | Regelspur Breitspur (spurwechselfähig)    | 25 kV, 50 Hz / 3 kV =        | CAF, Alstom 2005–2006 verkehrt als Alvia und Alaris |      |
| 121      | 29     | seit 2008      | 250/220             | Regelspur Breitspur (spurwechselfähig)    | 25 kV, 50 Hz / 3 kV =        | CAF, Alstom 2008–2009, basierend auf Baureihe 120 |      |
| 130      | 45     | seit 2007      | 250/220             | Regelspur Breitspur (spurwechselfähig)    | 25 kV, 50 Hz / 3 kV =        | Talgo, Bombardier ab 2006, verkehrt als Alvia, Avant und Euromed. 15 Züge umgebaut in Baureihe 730. |      |
| 490      | 10     | 1999–2014      | 220                 | Breitspur                                 | 3 kV =                       | Alstom, Fiat 1998, basierend auf FS ETR 460 (Pendolino). Verkehrte als Alaris. |      |

## Zweikrafttriebwagen im Hochgeschwindigkeitsverkehr
| Baureihe | Anzahl | Dienstzeit | Max. Geschw. (km/h) | Spurweite                              | Stromsystem/Antrieb          | Hersteller u. Anmerkungen | Bild |
| -------- | ------ | ---------- | ------------------- | -------------------------------------- | ---------------------------- | --- | ---- |
| 730      | 15     | ab 2012    | 250 220 180         | Regelspur Breitspur (spurwechselfähig) | 25 kV, 50 Hz ~ 3 kV = Diesel | Talgo, Bombardier ab 2009, umgebaut aus Einheiten der Reihe 130, verkehren als Alvia, für durchgehende Verkehre auf nichtelektrifizierte Strecken |      |

## Elektrotriebwagen
| Baureihe            | Baureihe        | Anzahl         | Dienstzeit | Max. Geschw. (km/h) | Spurweite             | Stromsystem           | Hersteller u. Anmerkungen | Bild |
| alt                 | neu             | Anzahl         | Dienstzeit | Max. Geschw. (km/h) | Spurweite             | Stromsystem           | Hersteller u. Anmerkungen | Bild |
| ------------------- | --------------- | -------------- | ---------- | ------------------- | --------------------- | --------------------- | --- | ---- |
| FM Nr. 11 bis 13    | 430             | 03             | 1941–1973  | 70                  | Breitspur             | 1,5 kV =              | SECN 1932. |      |
| WMD Nr. 1 bis 3     | 431             | 03             | 1954–1982  | 40                  | Meterspur             | 1,5 kV =              | Brown Boveri, SWS 1923, verkehrten auf der Bahnstrecke Cercedilla–Cotos |      |
|                     | 432             | 20             | 1971–2010  | 140                 | Breitspur             | 1,5 kV = 3 kV =       | CAF, MACOSA 1971–1972, Dienst im Regionalverkehr |      |
| WMD Nr. 301 bis 393 | 433             | 093            | 1941–1991  | 100                 | Breitspur             | 1,5 kV =              | SECN, Metrovick zwischen 1934 und 1957. |      |
|                     | 434             | 011            | 1960–?0    | 70                  | Breitspur             | 1,5 kV =              | SECN, CENEMESA zwischen 1960 und 1967. |      |
|                     | 435             | 046            | 1988–1993  | 110                 | Breitspur             | 3 kV =                | Rocafort, Miró Reig, Sunsundegui zwischen 1988 und 1989. Die Reihe entstand aus umgebauten Einheiten der Reihen 436, 437 und 438 |      |
|                     | 435.500         | 08             | 1941–?0    | 70                  | Breitspur             | 1,5 kV =              | SECN, Metrovick 1932. |      |
| UT600/UT700/UT800   | 436/437/438     | 143            | 1958–1993  | 110                 | Breitspur             | 3 kV =                | GESTESA zwischen 1958 und 1966. Die ersten 15 Züge wurden in der Schweiz gefertigt, die restlichen in Spanien. 46 Züge wurden 1988 bis 1989 umgebaut und als Baureihe 435 geführt. |      |
|                     | 439             | 032            | 1967–1994  | 130 (später 100)    | Breitspur             | 1,5 kV = 3 kV =       | CAF, Metro-Cammell zwischen 1967 und 1968. Zweispannungstriebwagen für 1,5 kV und 3 kV. |      |
|                     | 440/R           | 255            | seit 1974  | 140                 | Breitspur             | 3 kV =                | CAF, MACOSA 1974–1985. In den 1990ern modernisiert, Dienst im Regional- und Nahverkehr (440R), einige Einheiten nach Chile verkauft, dort auf stufenfreie Einstiege umgebaut |      |
|                     | 441             | 09             | 1977–1991  | 90                  | Breitspur             | 1,5 kV =              | CAF, Westinghouse zwischen 1977 und 1979. |      |
|                     | 442             | 6              | 1976–2024  | 60                  | Meterspur             | 1,5 kV =              | MTM, BBC 1976–1981, abgeleitet von der Baureihe Be 4/4 26-27 der LEB. Einsatz auf der Bahnstrecke Cercedilla–Cotos. Die vor der FEVE-Übernahme einzige aktive Renfe-Baureihe für Meterspur. |      |
|                     | 443             | 01             | 1976–1987  | 180                 | Breitspur             | 3 kV =                | CAF, Fiat 1976. Aufgrund seiner gelben Lackierung auch als Platanito (kleine Banane) bekannt. Abgeleitet vom FS ETR 401 (Pendolino). Die aktive Neigetechnik erwies sich als unzuverlässiger und teurer als die kurz darauf entwickelten Talgo Pendular mit passiver Neigetechnik, weshalb keine weiteren Züge beschafft wurden. |      |
|                     | 444             | 14             | 1980–2009  | 140                 | Breitspur             | 3 kV =                | CAF, MACOSA 1980–1981. Dienst im Regionalverkehr, einige modernisierte Einheiten nach Chile verkauft. |      |
|                     | 445             | 01             | 1985–1997  | 100                 | Breitspur             | 3 kV =                | CAF, MACOSA 1985. Sollte ursprünglich die Baureihe 440 im Nahverkehr ersetzen. Aus dem Prototyp gingen später die Baureihen 446 und 447 hervor. |      |
|                     | 446             | 170            | seit 1989  | 100                 | Breitspur             | 3 kV =                | CAF, MACOSA, MTM 1989–1993. Dienst im Nahverkehr |      |
|                     | 447             | 183            | seit 1993  | 120                 | Breitspur             | 3 kV =                | CAF, Alsthom, Siemens 1993–2001. Weiterentwicklung der Baureihe 446. Dienst im Nahverkehr. |      |
|                     | 448             | 31             | seit 1987  | 160                 | Breitspur             | 3 kV =                | CAF, MACOSA, MTM 1991–1992. »Electrotrén«, Weiterentwicklung der Baureihe 444. Dienst anfangs im Fern-, seit etwa 2000 im Regionalverkehr. |      |
|                     | 449             | 57             | seit 2008  | 160 (200)           | Breitspur (Normalsp.) | 3 kV = (25 kV, 50 Hz) | CAF ab 2008. Dienst im Regionalverkehr (auf Regelspur umrüstbar) |      |
|                     | 450/451         | 36             | seit 1991  | 140                 | Breitspur             | 3 kV =                | Alsthom, CAF 1991 (Mittelwagen bereits ab 1988). Doppelstockwagen Dienst im Nahverkehr |      |
|                     | 452             | 201 (bestellt) | ab 2025    | 140                 | Breitspur             | 3 kV =                | Alstom Coradia Stream seit 2022. Einstöckige sowie Doppelstockwagen. Dienst im Nahverkehr |      |
|                     | 453             | 79 (bestellt)  | ab 2025    | 140                 | Breitspur             | 3 kV =                | Stadler Flirt seit 2022. 24 Vierwagenzüge (Baureihe 453.0) und 55 Achtwagenzüge (Baureihe 453.6). Einstöckige sowie Doppelstockwagen. Dienst im Nahverkehr |      |
|                     | 462/463/464/465 | 237            | seit 2004  | 120–160             | Breitspur             | 3 kV =                | CAF, Alstom, Siemens ab 2004. Besser bekannt als CIVIA Dienst im Nahverkehr |      |
|                     | 470             | 56             | seit 1974  | 140                 | Breitspur             | 3 kV =                | CAF, MACOSA 1974–1985, Mitte der 1990er für den Regionalverkehr auf längeren Strecken aus Wagen der Reihe 440 umgebaut |      |
|                     | 801             | 7              | seit 2022  | 105                 | Breitspur             | 750 V = 3 kV =        | CAF basierend auf dem Urbos. Verkehrt als Tranvía Metropolitano de la Bahía de Cádiz als Verknüpfung zwischen Straßenbahn und Eisenbahn. |      |
|                     | 3300            | 012            | seit 2013  | 100                 | Meterspur             | 1,5 kV =              | CAF, Sunsundegui zwischen 2007 und 2009. Umbau der Baureihe FEVE 3500. 2013 durch Eingliederung von FEVE übernommen. Dienst im Nahverkehr. |      |
|                     | 3500            | 010            | seit 2013  | 080                 | Meterspur             | 1,5 kV =              | CAF zwischen 1977 und 1983. Die ersten 15 Einheiten wurden 1982 an EuskoTren abgegeben, zwölf der restlichen 22 produzierten Einheiten wurden 2007 bis 2009 zur Baureihe 3300 umgebaut, die übrigen 10 Einheiten wurden 2013 durch Eingliederung der FEVE von Renfe übernommen. Dienst im Nahverkehr Cercanías Asturias.         |      |
|                     | 3600            | 021            | seit 2013  | 100                 | Meterspur             | 1,5 kV =              | Siemens, Sunsundegui zwischen 2000 und 2007. Die ersten zwölf Einheiten wurden bis 2003 aus der Dieselbaureihe 2600 umgebaut, die restlichen neun produzierten Einheiten wurden 2006 bis 2007 neu hergestellt. 2013 durch Eingliederung der FEVE von Renfe übernommen. Dienst im Nahverkehr.                                     |      |
|                     | 3800            | 016            | seit 2013  | 100                 | Meterspur             | 1,5 kV =              | CAF, Sunsundegui 1992. 2013 durch Eingliederung der FEVE von Renfe übernommen. Dienst im Nahverkehr. |      |

## Dieseltriebwagen
| Baureihe | Anzahl | Dienstzeit | Max. Geschw. (km/h) | Spurweite                      | Hersteller u. Anmerkungen | Bild |
| -------- | ------ | ---------- | ------------------- | ------------------------------ | --- | ---- |
| 590      | 094    | 1941–?0    | 50–110              | Breitspur                      | Sammelbaureihe verschiedener Fahrzeuge der Vorgängergesellschaften, verschiedene Hersteller zwischen 1933 und 1956. |      |
| 591      | 173    | 1956–1982  | 90                  | Breitspur                      | Waggonfabrik Uerdingen 1956, später unter Lizenz von diversen spanischen Unternehmen zwischen 1962 und 1972, abgeleitet vom Uerdinger Schienenbus |      |
| 592      | 70     | seit 1981  | 120–140             | Breitspur                      | MACOSA, Ateinsa 1981–1984, Dienst im Regional- und Nahverkehr |      |
| 593      | 64     | 1982–2009  | 120                 | Breitspur                      | CAF, Babcock & Wilcox 1982–1984, Dienst im Regionalverkehr. Einige Züge wurden umgebaut und gingen in der Baureihe 596 auf. |      |
| 594      | 23     | seit 1997  | 160                 | 21 nur Breitspur 2 Spurwechsel | CAF, Adtranz 1997–2001, basiert auf dem DSB MF, Dienst im Regionalverkehr. |      |
| 595      | 050    | 1952–1980  | 120                 | Breitspur                      | Fiat zwischen 1952 und 1956 |      |
| 596      | 25     | 1997–2021  | 120                 | Breitspur                      | CAF, Babcock & Wilcox 1982–1984, umgebaute BR 593 Dienst im Regionalverkehr |      |
| 597      | 060    | 1964–1995  | 120                 | Breitspur                      | CAF, Fiat zwischen 1964 und 1966 |      |
| 598      | 21     | seit 2004  | 160                 | Breitspur                      | CAF 2004. Neigezug, Dienst im Regionalverkehr |      |
| 599      | 50     | seit 2008  | 160                 | Breitspur                      | CAF ab 2008, Dienst im Regionalverkehr |      |
| 2400     | 8      | seit 2013  | 080                 | Meterspur                      | MTM zwischen 1983 und 1986. Von den 29 produzierten Einheiten wurden sechs an Argentinien und 15 an Costa Rica verkauft. Die übrigen acht Einheiten wurden 2013 durch Eingliederung der FEVE von Renfe übernommen. Dienst im Regional- und Nahverkehr.                                                                                                 |      |
| 2600     | 12     | seit 2013  | 080                 | Meterspur                      | Sunsundegui, CAF, zwischen 1994 und 1999. Die 24 produzierten Einheiten gingen aus der Modernisierung der FEVE 2300 hervor. Von 2000 bis 2003 wiederum wurden zwölf dieser Einheiten zu Elektrotriebwagen der Baureihe 3600 umgebaut. Die übrigen zwölf Einheiten wurden 2013 durch Eingliederung der FEVE von Renfe übernommen. Dienst im Nahverkehr. |      |
| 2700     | 17     | seit 2013  | 100                 | Meterspur                      | Sunsundegui, CAF, zwischen 2009 und 2010. 2013 durch Eingliederung der FEVE von Renfe übernommen. Dienst im Regional- und Nahverkehr. |      |
| 2900     | 12     | seit 2013  | 100                 | Meterspur                      | Sunsundegui, CAF, zwischen 2010 und 2011. Abgeleitet von Baureihe 2700, für Strecken mit geringem Passagieraufkommen. 2013 durch Eingliederung der FEVE von Renfe übernommen. Dienst im Nahverkehr. |      |